# Kalkwerk Flandersbach

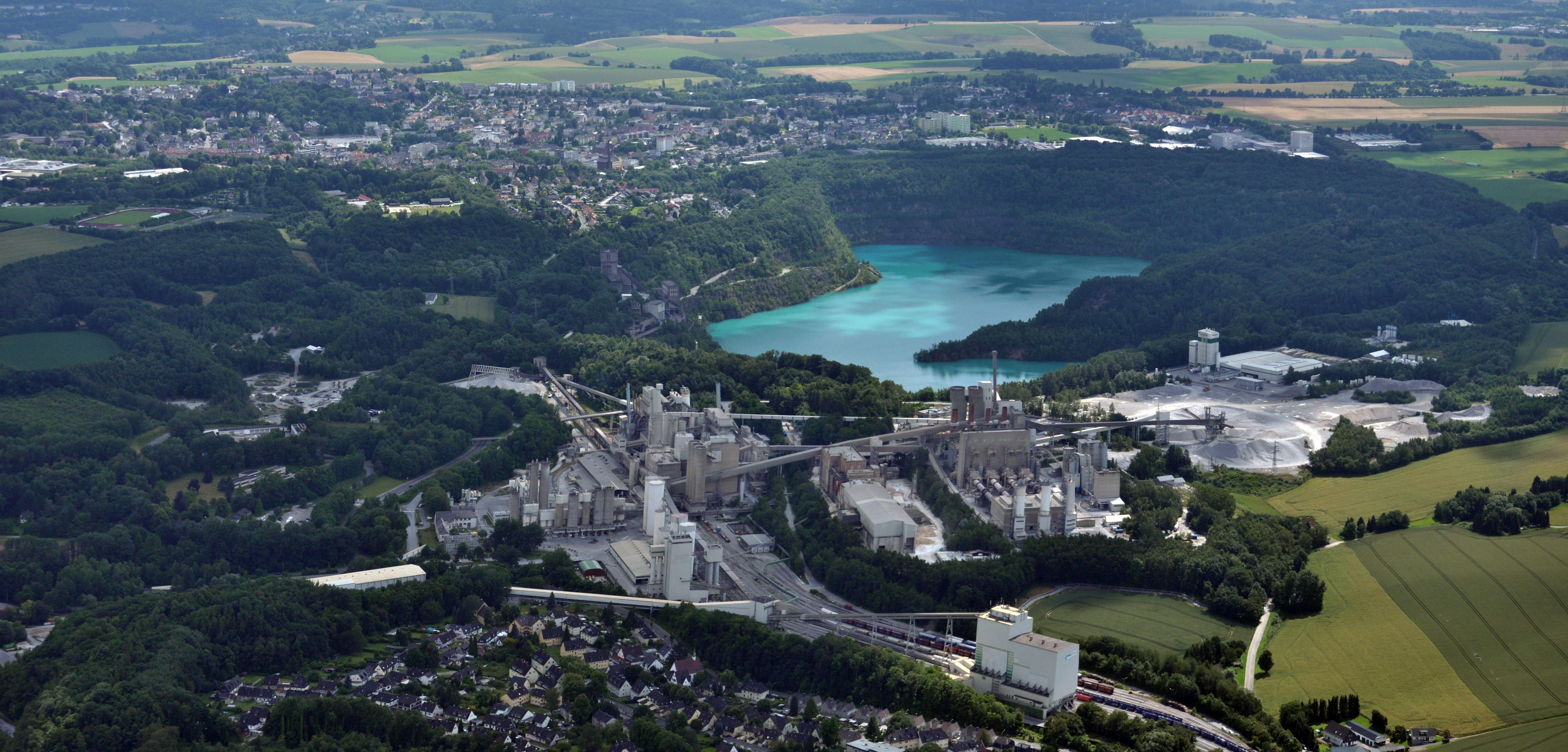
Das Kalkwerk und Bruch Prangenhaus

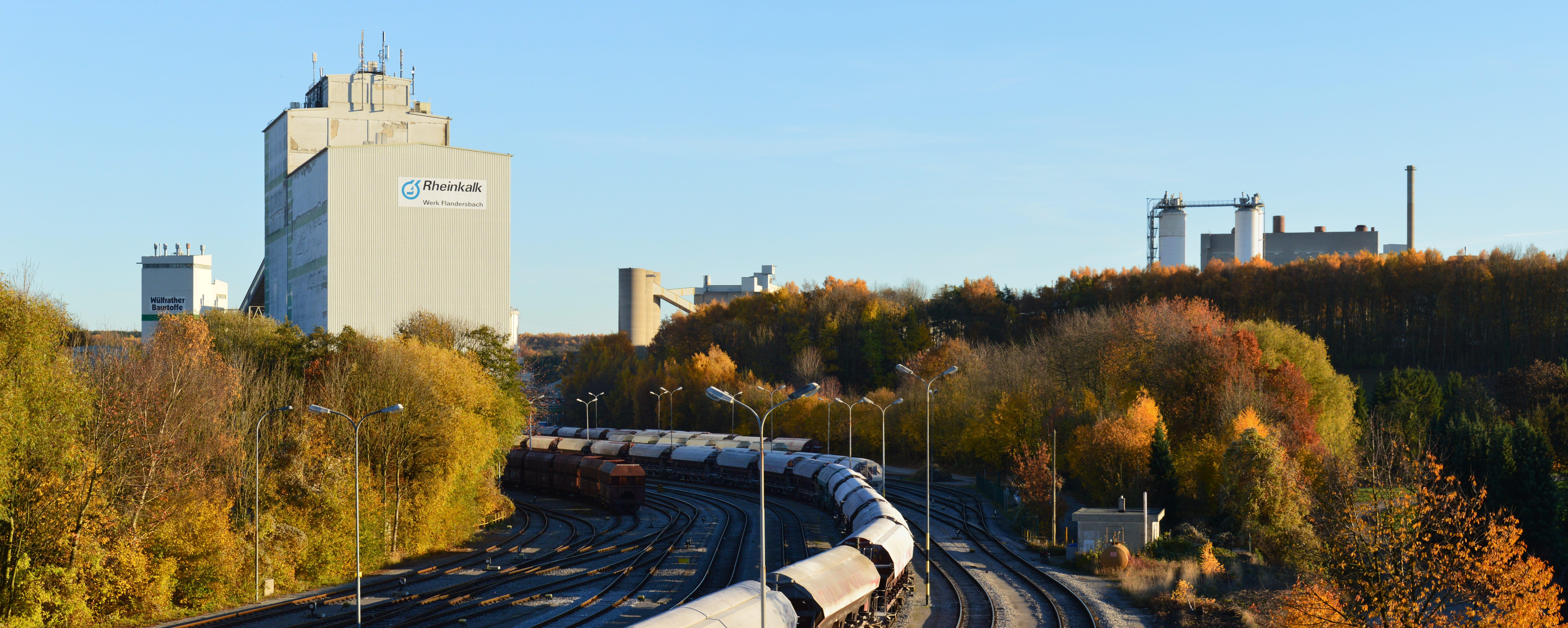
Rheinkalk-Werk Flandersbach

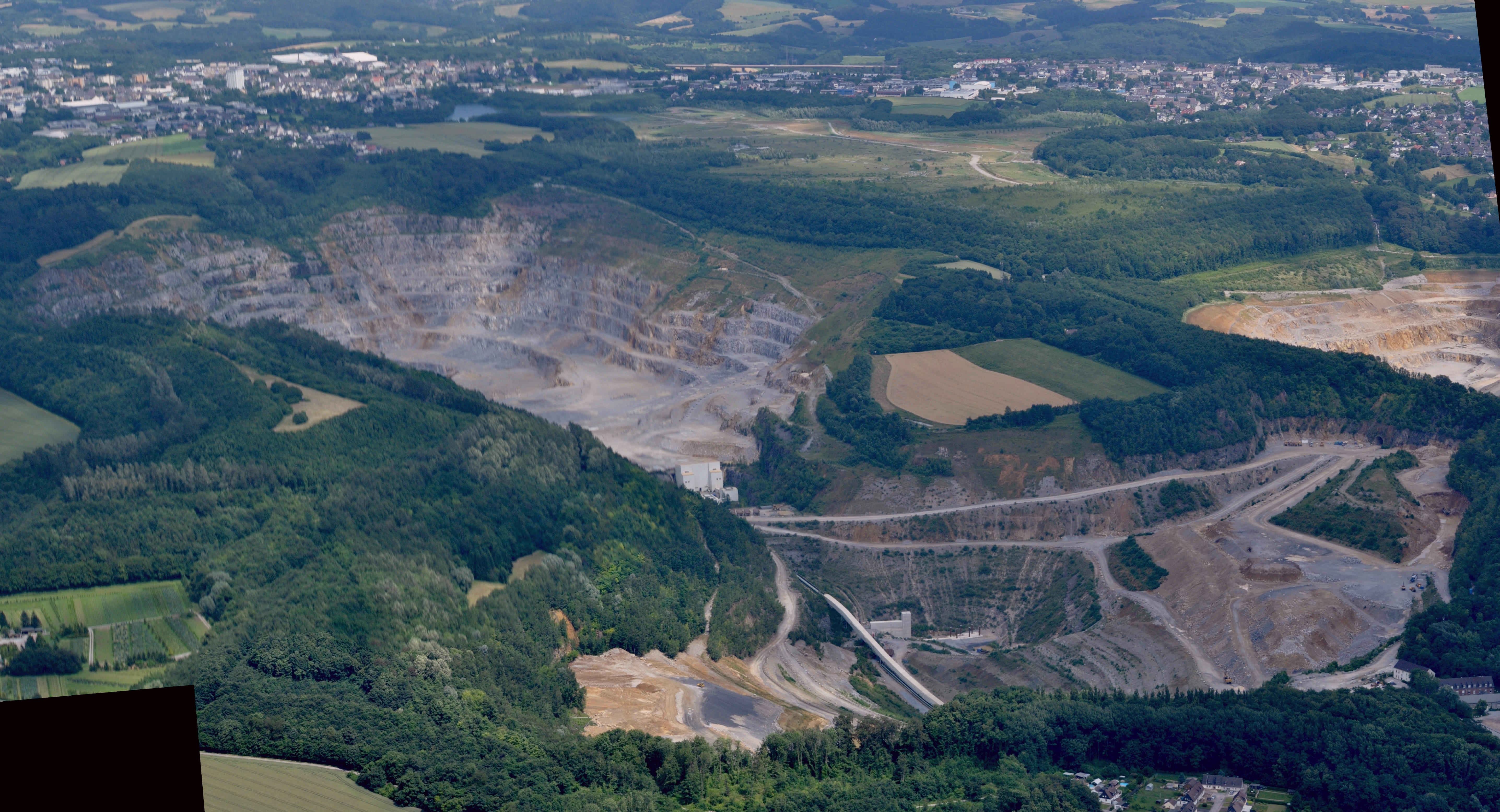
Grube Rohdenhaus

Das Kalkwerk Flandersbach beim Wülfrather Ortsteil Rohdenhaus wurde im Jahr 1903 gegründet und wird seitdem ununterbrochen betrieben. Es ist das größte Kalkwerk Europas und gehört zu Rheinkalk, einem Unternehmen der belgischen Lhoist-Gruppe.

## Betriebsbereiche im Werk Flandersbach

### Steinbruch

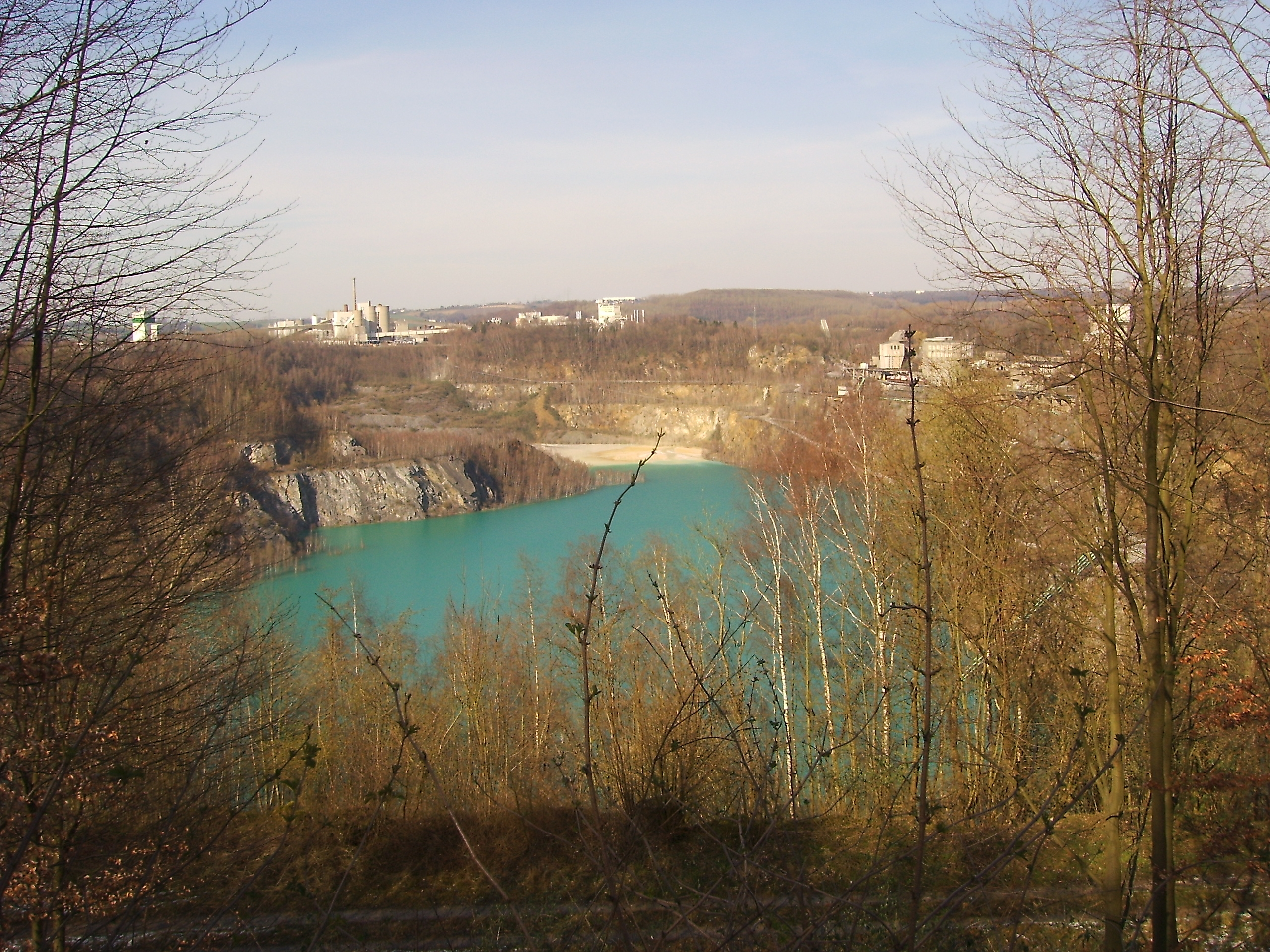
Kalksteinbruch und See, im Hintergrund die Werksgebäude Flandersbach

Auf dem Werksgelände liegen die zwei momentan im Abbau befindlichen Steinbrüche Grube Rohdenhaus und Silberberg. Es gibt weitere Gruben, in denen nicht mehr abgebaut wird, dieses sind die Brüche Dachskuhle und Prangenhaus. Die Grube Prangenhaus wird von der Wasserhaltung des Werks als Sedimentationsbecken genutzt.

### Aufbereitung und Steinmahlanlagen
Das im Steinbruch gewonnene Material wird in mehreren Brechern zerkleinert und in einer Gesteinswäsche von anhaftendem Beibruch gereinigt. Ein Teil wird in Mühlen zu verschiedenen Körnungen zwischen 0,09 und 5 mm weiter zerkleinert. Ein weiterer Teil wird als Vormaterial für die Brennöfen auf Steinlagern gesammelt oder als Splitt verkauft.

### Brennbetrieb
Zur Herstellung von gebranntem Kalk mit unterschiedlicher Reaktivität werden vier Drehrohröfen und sechs Schachtöfen eingesetzt. Als Brennstoff werden Erdgas und Braunkohlestaub eingesetzt.

### Veredelung und Verladung
Der gebrannte Kalk wird nach einer Siebung in verschiedene Korngrößen entweder direkt als Stückkalk per LKW oder Waggon verladen oder in Kalkmühlen zu Feinkalk aufgemahlen. Der Feinkalk wird direkt in Behälterkraftwagen verkauft oder erst in Mischanlagen mit Zuschlagsstoffen versehen, um spezielle Eigenschaften des Kalks, z. B. die Absorption von Schadstoffen in Kraftwerksabgasen, zu verstärken. Zum Transport des Kalks zu den Stahlwerken des Rhein-/Ruhrgebiets und den Kraftwerken des Rheinischen Braunkohlereviers dient die Angertalbahn, die wegen der Kalktransporte auch Kalkbahn genannt wird.

### Emissionen
Die Emissionen des Werkes werden seit 2008 an das EU-Schadstoffemissionsregister gemeldet, wenn ihre Menge die Berichterstattungs-Schwellenwerte überschreitet. Die Daten können bei Eingabe von „Wülfrath“ im Feld „Ort“ unter „Daten → Betriebe → Suche“ abgerufen werden.
Das Werk Flandersbach emittiert pro Jahr 1,8 Mio. Tonnen CO2. Es steht damit an siebter Stelle aller deutschen Industriebetriebe  und ist der größte nicht-stahlverarbeitende Betrieb unter den Emittenten. Das CO2 wird vor allem prozessbedingt durch das Kalkbrennen aus dem eingesetzten Gestein freigesetzt, außerdem entstehen Emissionen durch die beim Brennprozess eingesetzten Brennstoffe.